# Marguerite Françoise Bouvier de la Mothe de Cepoy
Marguerite Françoise Bouvier de la Mothe de Cepoy (1767-15 de mayo de 1808), condesa de Buffon por matrimonio, posteriormente Madame Renouard de Bussière, fue una aristócrata francesa conocida por ser la amante oficial del príncipe Luis Felipe II de Orleans (1747-1793) desde 1784 hasta 1793.

## Biografía
Marguerite fue hija de Guillaume François Bouvier de la Mothe, II marqués de Cepoy, y de Élisabeth Amaranthe Jogues de Martinville. Contrajo matrimonio en 1784 con Georges Louis Marie Leclerc de Buffon (1764-1794), conde de Buffon e hijo del naturalista Georges-Louis Leclerc de Buffon, pasando a ostentar el título de condesa de Buffon. Poco después, se convirtió en la amante del duque de Orleans, Luis Felipe II, con quien tuvo un hijo, llamado Víctor (1792-1812). La paternidad del niño fue atribuida oficialmente al marido de la aristócrata, con objeto de evitar que su condición de hijo bastardo del príncipe ocasionase un escándalo público. El 14 de enero de 1794, poco después de la ejecución del duque de Orleans durante el Reinado del Terror, Marguerite se divorció del conde de Buffon.
Durante la Revolución francesa, la condesa ayudó al duque de Montpensier y al conde de Beaujolais, hijos legítimos del duque de Orleans, a sobrellevar su encarcelamiento en Marsella, hasta que ambos fueron liberados en 1796. El 14 de julio de 1798, en Roma, la condesa contrajo matrimonio en segundas nupcias con el general Julián Raphäel Renouard de Bussière, descendiente de una prominente familia suiza, durando su matrimonio hasta la muerte de él, acaecida en 1804. Incapaz de mantener a su lado al hijo que tuvo con el duque de Orleans, Marguerite decidió enviarle a Inglaterra, a fin de que otro de los hijos del duque, Luis Felipe de Orleans, futuro rey de Francia, cuidase de él.
Madame de Buffon falleció el 15 de mayo de 1808, dejando dos hijas: Caroline, marquesa de Woeystine, y Edmée, condesa de Timbrune de Valence.